# Resalat
Resalat est un quartier au nord-est de Téhéran en Iran.